# Johann Ernst Christian Schmidt
Johann Ernst Christian Schmidt (* 6. Januar 1772 in Busenborn; † 4. Juni 1831 in Gießen) war evangelischer Theologe und Abgeordneter.
Schmidt war der Sohn des Pfarrers und Lehrers in Busenborn David Jakob Schmidt (1736–1803) und dessen Ehefrau Louise Catharina geborene Klein. Schmidt, der evangelischer Konfession war, heiratete 1800 Sophie geborene Minnigerode, die Tochter des Syndicus in Alsfeld, Johann Henrich Benjamin Minnigerode.
Er erhielt zunächst Unterricht im Elternhaus und studierte von 1788 bis 1791 Theologie an der Universität Gießen, wo er 1793 Privatdozent wurde. Von 1794 bis 1798 war er Lehrer am Pädagogium in Gießen und von 1798 bis 1831 ordentlicher Professor der Theologie der Universität Gießen. Seit 1803 war er Universitätsbibliothekar. Von 1812/13 bis 1827 war er Direktor des Philologischen Seminars. 1824 wurde er Inhaber der zweiten philosophischen Lehrerstelle.
In den Jahren 1803 bis 1830 war er Kirchen- und Schulrat und ab 1803 Mitglied der Gesetzgebungskommission sowie hessen-darmstädtischer Historiograf. 1806 wurde er von der Universität Halle zum Dr. theol. promoviert. 1816 wurde er durch die Universität Gießen zum Dr. phil. h. c. promoviert.
Von 1806 bis 1808 war er Superintendent i. V., bevor er 1808 zum Geistlichen Geheimen Rat befördert wurde. 1820 wurde er Prälat. Als Prälat gehörte er von 1820 bis 1830 qua Verfassung automatisch als Mitglied der ersten Kammer der Landstände des Großherzogtums Hessen an. 1848 war er Mitglied des Vorparlaments.